# LIVING FIELD
『LIVING FIELD』（リビング・フィールド）はロックバンド、the pillowsの4枚目アルバム。

## 概要
第二期the pillowsの最後のアルバム。シングル2枚（『DAYDREAM WONDER』、『ガールフレンド』）を収録し、初回版にはスリーブケース付き。

題名は『KILLING FIELD』の予定だったが、阪神淡路大震災の影響で『LIVING FIELD』へと変更。その後「この（『LIVING FIELD』）方がthe pillowsらしいから、こうして良かった」と語っている。

このアルバムから、「屋上に昇って」をベストアルバム『Fool on the planet』に収録。

「Sunday」は発表当時は「Sunday あの娘がやってくる」という曲名だった。

## 収録曲
作詞･作曲：山中さわお （例外は表記）、編曲：the pillows＆鹿島達也
1. エンゼルフィッシュ
2. Sunday
3. DAYDREAM WONDER
4. Swinger's  Night Club (作曲：真鍋吉明)
5. Something like a romance
6. ガールフレンド
7. THE KILLING FIELD
8. HAPPY SLAVE
9. NATIVE WORLD
10. 屋上に昇って
11. Bye Bye Sweet Pain

## 演奏
- 山中さわお：Vocal, Guitar
- 真鍋吉明：Guitar
- 佐藤シンイチロウ：Drums
- 鹿島達也：Bass
- 金野由之：Percussion
- 上田禎：Keyboards, Computer Programming
- 福本良一：Synthesizer Operator
- 井上ただし：Accordion (#2)
- 竹中仁見：Chorus (#2)
- 松本治
  - Trombone (#6)
  - Horn Arrangement (#3)
- 林研一郎：Trumpet (#6)